# 평일
평일(平日)은 한 주에서 휴일을 제외한 날을 말한다. 월요일부터 금요일까지를 일컫는다. 토요일과 일요일이 해당되는 주말과 대비되어 주중(週中)이라고도 한다. 광의적으로는 주중 외에도 주초도 역시 평일을 가리키며, 주초는 월요일과 화요일을, 주중은 수요일, 목요일, 금요일만 해당된다. 평일 오전 시간대 TV 프로그램에는 생활 정보 프로그램 등 가정주부를 위한 프로그램이 많이 방영되는 것이 특징이다.

## 개요
평일이란 토요일, 일요일, 법정 공휴일 또는 은행 기관이 법률 또는 기타 정부 조치에 의해 휴무가 승인되거나 요구되는 날을 제외한 모든 날을 의미한다.
영업일의 정의는 지역에 따라 다르다. 현지 관습, 종교 및 비즈니스 운영에 따라 결정되는 현지 근무 주간에 따라 다르다. 예를 들어, 미국과 대부분의 서구 세계에서는 일반적으로 월요일부터 금요일까지 오전 9시부터 오후 5시까지이다. 대조적으로 일본과 같은 많은 동부 국가의 정상 평일은 월요일부터 금요일까지 오전 8시 30분부터 오후 7시까지이다.
영업일의 시간은 시대, 지역, 산업 및 회사에 따라 다르다. 일반적인 기준에는 하루 8시간 근무와 10시간 근무가 포함되어 있지만 특정 시간과 장소에서는 4시간에서 16시간까지 다양한 기간이 정상으로 간주되었다.
영업일은 소포의 도착 날짜를 결정할 때 일반적으로 특사에서 사용한다. 택배가 "영업일 기준 2일" 안에 배송될 소포를 목요일에 배송하면 금요일도 월요일도 공휴일이 아니면 다음 월요일에 도착한다.

## 변화와 추세
유연한 근무 시간의 도입으로 인해 인터넷은 보다 쉽게 세계화되고 해외에 진출할 수 있는 인력으로 자리 잡았다. 영업일이라는 개념은 어느 정도 도전을 받고 있다. 물리적 상품에 대한 의존도가 제한된 정보 기반 기업은 주말과 평일을 구분할 필요가 적는다. 실제로 많은 사람들에게는 전혀 차이가 없다. 이들 회사는 서비스를 제공하는 날을 영업일로 간주한다.
일부 기업은 해당 분야의 특성상 연중무휴 24시간 비즈니스 거래 및 운영을 수행한다. 이러한 사업체에는 호텔, 병원, 경찰서, 소방서, 주유소, 공항 등이 포함된다.
탄력근무제가 도입되면서 전통적인 영업일의 의미가 줄어들고 있다. 하루 8시간 근무는 여전히 많은 산업에서 표준으로 남아 있지만, 이러한 추세는 향후 몇 년간 더욱 감소할 것으로 예상된다.

## 같이 보기
- 일요일
- 토요일
- 공휴일
- 휴일